# Club Cola
Club Cola è il nome di una bibita a base di cola molto popolare nell'ex Repubblica Democratica Tedesca.

## Storia
Inizialmente prodotta su richiesta del Partito Socialista Unificato di Germania e di altre organizzazioni governative, la Club Cola venne creata in modo tale che anche la Germania dell'Est avesse la sua bibita molto simile nel gusto e nell'aspetto a quelle vendute nel mondo occidentale.
Il governo annunciò il progetto della creazione della cola nel 1966 durante la Fiera Primaverile di Lipsia. La prima Club Cola venne imbottigliata il 19 aprile 1967 a Berlino Est. La bibita divenne così popolare tra i tedeschi orientali che venne premiata con un oro alla Fiera Primaverile di Lipsia del 1972.

### La Club Cola oggi
La Club Cola è stata reintrodotta nel mercato tedesco nel 1992, con la produzione affidata alla Spreequell Mineralbrunnen, ed è ancora in commercio. È ritornata popolare con il fenomeno dell'Ostalgie, ovvero la nostalgia per i ricordi passati della Germania Est.
Viene inoltre citata nella serie tedesca di produzione Netflix Kleo (2022).